# Copiocera rubricrus
Copiocera rubricrus är en insektsart som beskrevs av Marius Descamps 1984. Copiocera rubricrus ingår i släktet Copiocera och familjen gräshoppor. Inga underarter finns listade i Catalogue of Life.